# Хадзихалилович, Люсиль
Люси́ль Хадзихали́лович или Хаджихалилович (фр. Lucile Hadžihalilović; род. 7 мая 1961 года, Лион, Франция) — французский кинорежиссёр, сценарист, продюсер.

## Биография
Дочь эмигрантов из Боснии. До 17 лет жила в Марокко. В 1986 окончила Институт высших кинематографических исследований (IDHEC). Вместе с мужем, кинорежиссёром  Гаспаром Ноэ основала продюсерскую компанию Les Cinémas de la Zone, работала вместе с ним над сценариями нескольких его фильмов. 

## Режиссёрские работы
- 1987: Первая смерть Ноно / La première mort de Nono (короткометражный)
- 1996: Губы Жан-Пьера / La Bouche de Jean-Pierre (показан в программе Особый взгляд Каннского МКФ)
- 1998: Хорошие мальчики пользуются презервативами / Good Boys Use Condoms
- 2005: Невинность /  Innocence (по повести Франка Ведекинда Mine-Haha, премия лучшему молодому режиссёру на Сан-Себастьянском МКФ, премия ФИПРЕССИ на МКФ в Стамбуле)
- 2013: Nectar
- 2015: Эволюция /  Évolution
- 2021: Уховертка / Earwig
- 2025: Ледяная башня / La Tour de glace

## Признание
Премия За творческое развитие на КФ независимого кино Сандэнс (2009).